# 特里斯坦十世
特里斯坦十世（苏格兰盖尔语：Drust X）是皮克特人的国王 （ 845年–848在位）及肯尼思·麦克亚尔宾（Cináed mac Ailpín）的一个王位竞争对手。根据《皮克特人编年史》得知他是乌拉德之子。
麦克亚尔宾征服的神话传说附上了一个名为特里斯坦的国王，该意指的国王可能就是他。他是传统上最后一个皮克特人的国王。